# Alberto Santos-Dumont

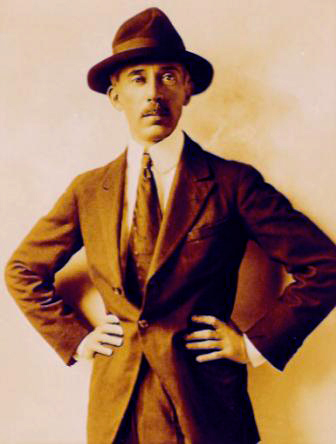
Alberto Santos-Dumont (1918)

Alberto Santos-Dumont (Palmira (Brasil), actual Santos-Dumont, Mines Gerais, 20 de juliol de 1873 – São Paulo, 23 de juliol de 1932), va ser un aviador, inventor i enginyer brasiler.
Santos-Dumont va ser el primer home a enlairar-se a bord d'un avió, amb carcassa de canyes de bambú i impulsat per un motor. Tot i que alguns països consideren als germans Wright com els primers en aconseguir aquesta fita per l'enlairament que van realitzar el 17 de desembre de 1903, Santos-Dumont va ser el primer a complir un circuit preestablert, sota la supervisió oficial d'especialistes en la matèria, periodistes i ciutadans parisencs. El 23 d'octubre de 1906, va volar prop de 60 metres a una altura de 2 a 3 metres del sòl amb el seu 14-bis, al camp de Bagatelle a París. Menys d'un mes més tard, va repetir la fita davant d'una multitud de testimonis, recorrent 220 metres a una altura de 5 metres. El vol del 14-bis va ser el primer verificat pel club d'aviació més antic del món, l'Aéro-Club de France, fundat el 1898 per Henri Deutsch de la Meurthe i Ernest Archdeacon. Es tractava del primer vol d'un aparell més pesant que l'aire a Europa i possiblement la primera demostració pública d'un vehicle aixecant el vol pels seus propis mitjans, sense ser impulsat. El 14-bis va fer un enlairament autopropulsat, raó per la qual, Santos-Dumont és considerat per part de la comunitat científica i aeronàutica (principalment al seu país d'origen, Brasil) com el "Pare de l'aviació".
Hereu d'una família de pròspers productors de cafè es va poder dedicar a l'estudi de la ciència i la mecànica a París. Al contrari que d'altres pioners de l'aviació de l'època, Santos-Dumont deixava els seus descobriments en el domini públic i sense registrar patents.

## Biografia
Els seus avis paterns van ser François Dumont i Euphrasie Honoré, ambdós de nacionalitat francesa. François va viatjar al Brasil a la recerca de pedres precioses per als negocis relacionats amb orfebreria que tenia el seu sogre. Allí va tenir tres fills, morint prematurament.
Un dels seus fills, Henrique Dumont, es va formar en la "École des Arts et Métiers" (Escola d'Arts i Oficis de París) gràcies a l'ajuda del seu padrí, especialitzant-se en enginyeria. En tornar al Brasil, va treballar al servei d'obres públiques de la ciutat d'Ouro Preto on es va casar el 6 de setembre de 1856 amb Francisca dos Santos, filla del comendador Paulo Santos i de Rosalina. Henriques, a l'Església de La nostra Senyora del Pilar. Després de casar-se es van mudar a Palmira per treballar en la construcció del ferrocarril Don Pedro II (Central de Brasil), que va unir Rio de Janeiro amb l'estat de Mines Gerais, assumint la construcció del tram situat a la Serra de la Mantiqueira i instal·lant el seu campament d'obres a la localitat de Cabangu on van fixar la seva residència. La parella va tenir vuit fills: Henrique - 1857, Maria Rosalina - 1860, Virgínia - 1866, Luís - 1869, Gabriela - 1871, Alberto Santos Dumont - 1873, Sofia - 1875 i Francisca - 1877.
Sis anys després del naixement d'Alberto, van concloure les obres del tram de ferrocarril i la família es va mudar a la localitat de Casal, a Valença (actualment, el municipi de Rio de las Flores), dedicant-se al cultiu de cafè. Allí, Alberto va ser batejat el 20 de febrer de 1877 a la Parròquia de Santa Teresa.
Henrique Dumont va comprar la Hisenda Arindeúva, a uns 20 km de la localitat de Ribeiro Preto. Va arribar a ser considerat en aquesta època el rei del cafè per tenir plantats, en aquesta propietat, prop de cinc milions de cafetars. A més d'això, la hisenda tenia set locomotores i 96 km de vies, amb la finalitat de fer arribar les collites al ferrocarril de Ribeiro Preto, que en aquesta època era considerat el més modern d'Amèrica del Sud.
Alberto Santos-Dumont va aprendre a escriure i llegir gràcies a la seva germana Virgínia. A més va estudiar a la ciutat de Campinas en el col·legi Culte a la Ciència, a São Paulo en els col·legis Kopke i Morton i a l'Escola d'Ouro Preto.
Durant la seva infantesa, Santos-Dumont també va estudiar amb professores particulars provinents de França contractades pel seu pare, directament de París. Observava els núvols i les aus; també s'interessava pels llibres de Jules Verne i les demostracions amb globus de les Festes junines. El 1888, va poder veure per primera vegada un globus portat per francesos per a una fira realitzada a São Paulo.
Alberto es va interessar per l'enginyeria i més tard, en la seva adolescència va poder conduir les locomotores de la hisenda del seu pare, autoritzat per ell. També col·laborava en el manteniment de les màquines de producció de cafè i les màquines de cosir de la seva mare. Analitzant el funcionament de les màquines de vapor, els engranatges i la transmissió per politges, va aprendre a lluitar amb equipaments mecànics.
Sempre buscant informacions sobre gestes aèries, va conèixer les experiències amb globus d'aire calent fetes pels Germans Montgolfier l'any 1783 i la de Jean-Pierre Blanchard i John Jeffries el 1785 que van travessar el Canal de la Mànega en un globus.
El 1890 el seu pare va patir un accident en una carreta, i per raons del seu tractament, va vendre la seva hisenda. El 1891 va viatjar amb el seu pare a París i va observar per primera vegada un motor a gasolina, diferent dels motors a vapor que ell coneixia. Va portar per al Brasil un automòbil Peugeot a gasolina, el primer del seu tipus a tot el país. A l'any següent, el seu pare li va donar part de la seva fortuna i l'emancipació, aconsellant-li estudiar enginyeria a França, perquè Alberto pogués desenvolupar el seu potencial, ja demostrat.

### França i els globus

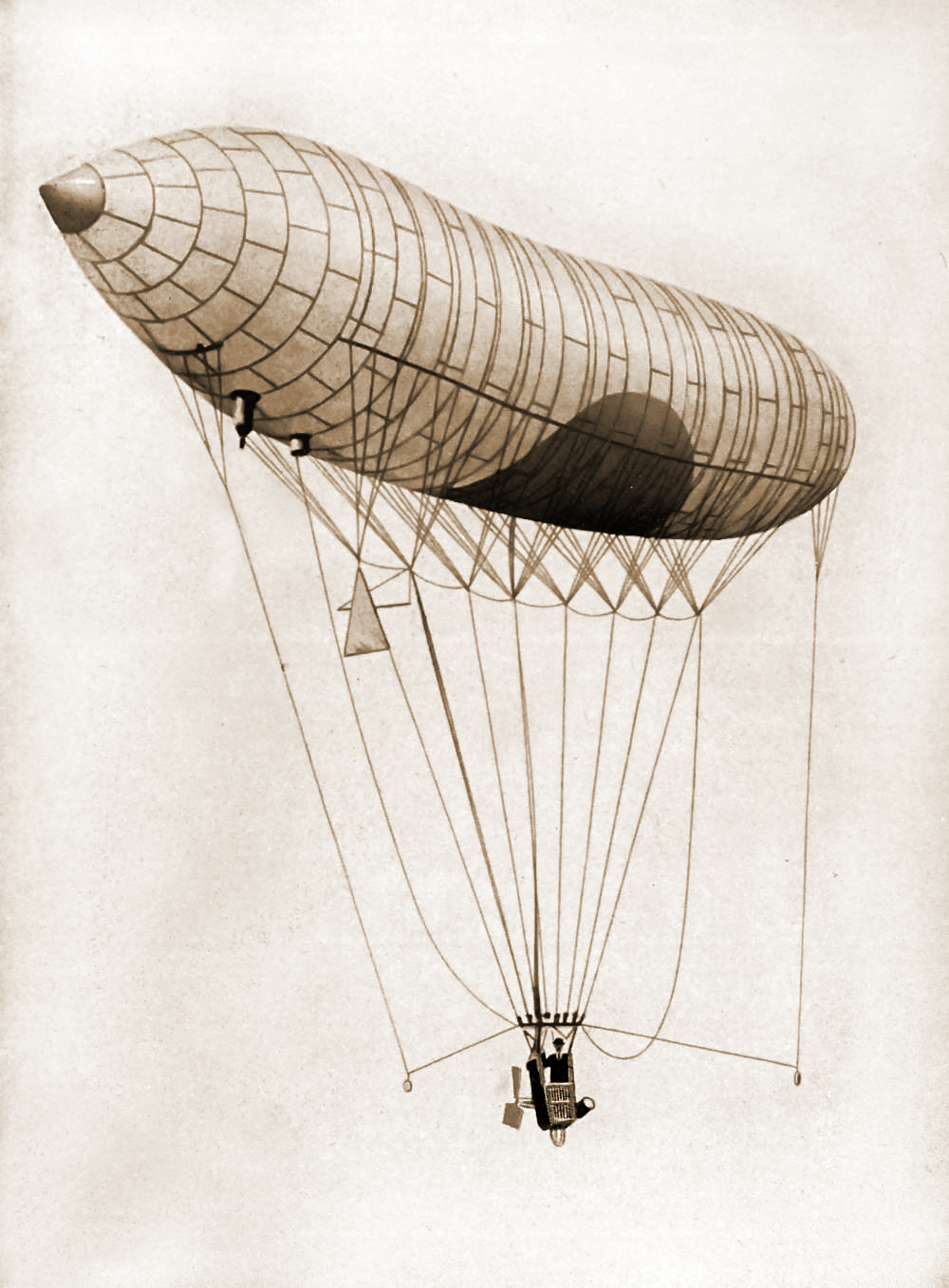
Dirigible número 1

Un cop establert a França, es va dedicar als globus, interessat a desenvolupar molt més l'invent, que en aquella època no tenia gaire facilitat de maneig. Tanmateix, els vols eren molt costosos, cosa que el va fer desistir de volar durant un temps i dedicar-se principalment als automòbils, participant fins i tot en algunes curses. Poc temps després va reprendre als seus estudis sobre els globus i la manera de maniobrar-los. Va estudiar amb el Professor "García", humanista d'origen espanyol amb un vast coneixement en física, mecànica i electricitat. També va estudiar en la Universitat de Bristol (Anglaterra) com a alumne assistent i després va tornar a París.
El 1897, va construir un motor d'explosió de dos cilindres, el qual va adaptar un tricicle.
En un dels seus viatges de tornada al Brasil, va trobar entre alguns llibres sobre globus, un que parlava sobre un senyor de cognom Lachambre, constructor de globus, que al costat de Machuron, havien construït un aparell (amb el qual van realitzar una expedició al Pol Nord). Temps després va conèixer a Machuron, i el 23 de març de 1898 Santos Dumont va realitzar la seva primera ascensió al costat d'ell en un globus de 750 m³, sortint del Parc de Vaugirard a París i volant durant dues hores fins al parc del Castell de La Ferriere, recorrent aproximadament 100 km
Després d'aquest primer viatge, Santos-Dumont va comprar un globus a la tradicional casa constructora "Lachambre". Va assistir a totes les etapes de la construcció, per aprendre les tècniques i també afegir innovacions. Santos-Dumont va fer èmfasi en què el seu globus fos construït amb seda japonesa per reduir el seu pes. Tenia un cistell de vimet i canya per a una sola persona i era de dimensions reduïdes (103 m³); per aquella època, es deia que Santos Dumont havia construït un globus que podia portar a la seva maleta.
El 4 de juliol de 1898, va ascendir al cel el "balão Brasil", que va sorprendre els parisencs per la seva petita mida.
Santos-Dumont va començar a pensar en el problema de la maniobrabilitat i propulsió dels globus. Va projectar llavors el seu Número 1 variant amb una canya la clàssica forma esfèrica en una forma allargada com un cigar, inflat amb hidrogen i impulsat per un motor a gasolina. Santos-Dumont va dissenyar aquest prototip de manera que les aspes de l'hèlix del motor i el tub d'escapament no entressin en contacte amb l'hidrogen i produïssin una explosió.
En el primer intent d'enlairament, es va estavellar contra uns arbres, a causa del suggeriment d'algunes persones de realitzar l'enlairament a favor del vent. El 20 de setembre de 1898 va realitzar el primer vol d'un globus autopropulsat partint del Jardin d'Acclimatation, va volar sobre París en contra i a favor del vent. Va tenir un petit accident en descendir, sense majors conseqüències.
El 1899, va realitzar vols amb els dirigibles Número 2 i Número 3.
Amb l'èxit dels vols de Santos-Dumont, el magnat petrolier Henry Deutsch de la Meurthe, va oferir un premi de cent mil francs a qui partís del parc Saint Cloud i sense cap tipus d'auxili a terra, envoltés la torre Eiffel i tornés al mateix punt inicial en no pas més de 30 minuts; a aquest repte, se li va denominar Premi Deutsch.
Santos-Dumont va realitzar les seves primeres proves amb el dirigible Número 4 (setembre de 1900) i va intentar guanyar el premi a bord del Número 5. En el primer intent, el 13 de juliol de 1901, es va enlairar, va envoltar la torre, però una falla del motor del globus va fer que perdés el control, xocant contra els arbres del parc Edmond de Rothschild.

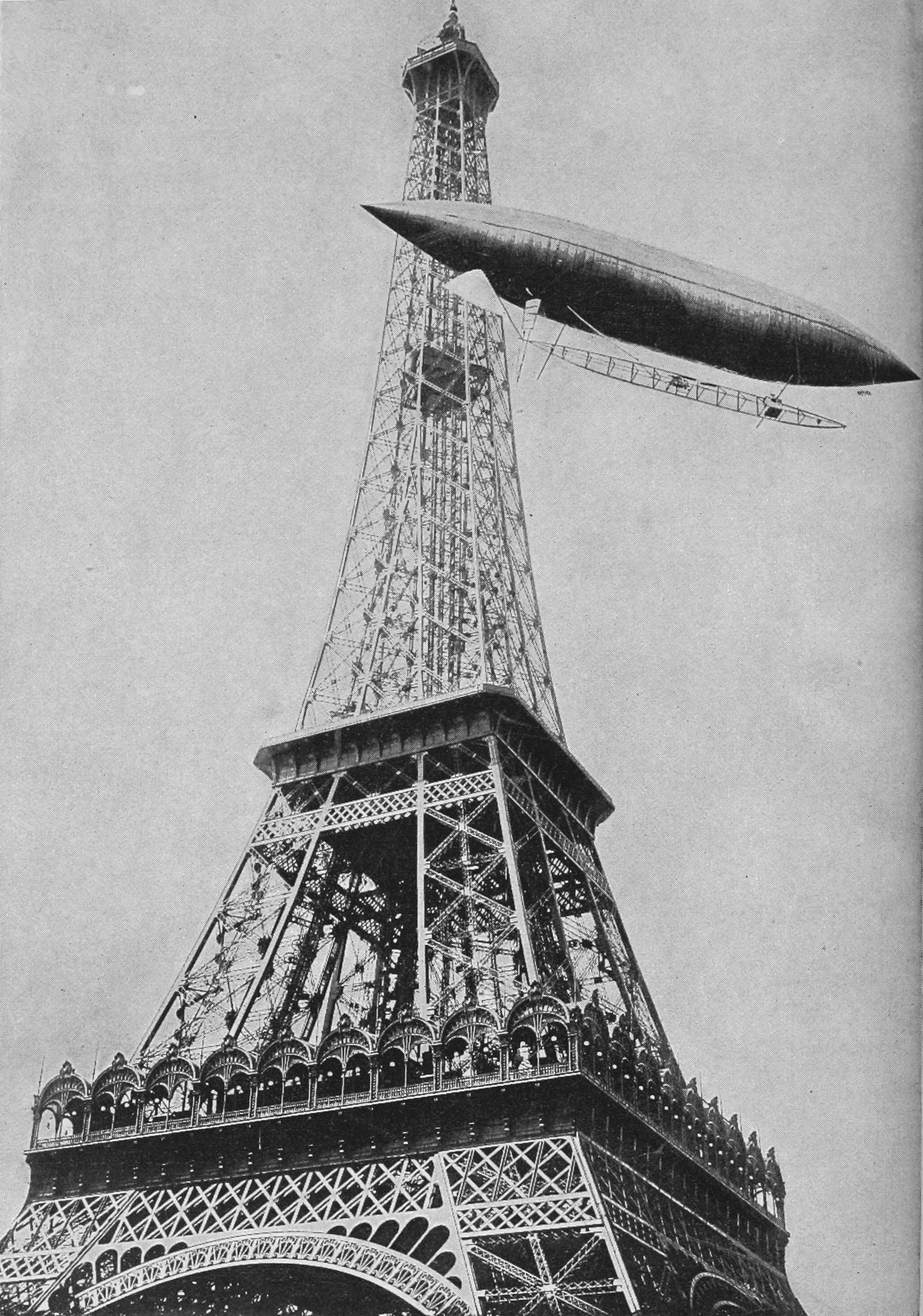
Santos-Dumont voltant la Torre Eiffel, el 1901.

El 8 d'agost, ho va intentar de nou; en aquest segon intent, va comptar amb la presència de la Comissió Científica de l'Aéro-Club de France, va envoltar la torre Eiffel i va continuar el seu camí de tornada al parc Saint-Cloud, com exigia el desafiament. Desafortunadament, el dirigible va començar a perdre hidrogen i les cordes de suspensió van començar a ser tallades per l'hèlix, cosa que va obligar Santos-Dumont a detenir el motor. El globus va caure i va xocar contra la teulada de l'hotel Trocadero, causant una gran explosió. Santos-Dumont es va salvar perquè es va amarrar a la quilla del dirigible, quedant suspès en l'aire, penjat de l'edifici de l'hotel; va ser rescatat pels bombers de París.
El 19 d'octubre de 1901, va convocar als jurats de l'Aéro-Club de France, però a causa del mal temps, només van arribar 25, entre ells qui havia ofert el premi, Henri Deutsch de la Meurthe.
En 29 minuts i 30 segons, el Número 6 va realitzar la prova i va creuar la línia d'arribada. Tanmateix, hi va haver una polèmica: la prova havia estat alterada i el nou reglament deia que el desembarcament també havia d'haver estat realitzat dins dels 30 minuts que exigia la prova. Santos-Dumont havia desembarcat del seu dirigible en 30 minuts i 29 segons. La polèmica va continuar, fins que el 4 de novembre, l'Aéro-Club de France va decidir declarar-lo com a vencedor. El premi de 129.000 francs que va rebre, el va distribuir entre el seu equip i els empleats que tenia a París i el president del Brasil Campos Sales va enviar un altre premi del mateix valor, amb una medalla d'or amb la seva efígie i una al·lusió a l'escriptor i poeta portuguès Camões: Per céus mai dantes navegats (Per cels mai abans navegats).
El 1902 Albert I de Mònaco, li va fer una generosa invitació perquè continués realitzant les seves investigacions sobre el vol i els globus en seu Principat. Li va oferir un hangar a la platja de La Condamine i tot el que fos necessari per a la seva comoditat i seguretat i el mes d'abril d'aquell any va viatjar als Estats Units, on va visitar els laboratoris de Thomas Alva Edison, a Nova York i va ser rebut a la Casa Blanca de Washington pel llavors president de la nació nord-americana Theodore Roosevelt.

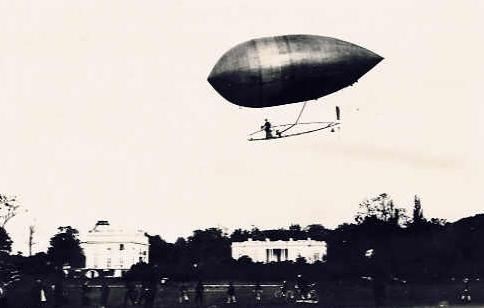
Dirigible número 9

Entre 1902 i 1903, va fabricar altres dirigibles; el Número 7 per realitzar curses, després el Número 9, obviant la construcció del Número 8 per superstició contra el número i el mes d'agost.
El dirigible Número 9 es va tornar popular en París per ser bastant petit en relació amb altres dirigibles i per la bona quantitat de demostracions que Santos-Dumont va realitzar en ell; es diu que l'usava per anar de visita a la casa dels seus amics i descendia als carrers amb ell per a després entrar a prendre alguna cosa als cafès de París.
El 14 de juliol de 1903, va participar en la commemoració de la Presa de la Bastilla desfilant amb el seu dirigible. En aquesta celebració, Santos-Dumont va permetre conduir per primera vegada una altra persona: la cubana Aída de Acosta.
El juny de 1904, va anar als Estats Units per participar en la cursa de dirigibles de Saint Louis però el seu dirigible Número 7 va ser sabotejat quedant inservible.

### Més pesant que l'aire

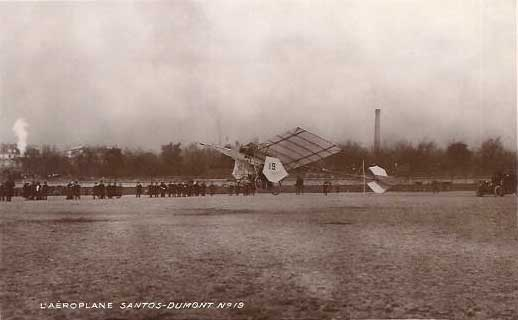
Número 19: un dels Demoiselles, de Santos-Dumont

L'any 1903, va ser instituïda la Coupe d'Aviation Ernest Archdeacon per a un vol mínim de 25 metres amb un aparell més pesant que l'aire i autopropulsat. També va ser instituït el Premi Aéro-Club de France de 1.500 francs per a un vol de 100 metres amb un aparell d'iguals característiques a les del premi Archdeacon.
Santos-Dumont va continuar construint dirigibles: el Número 10 amb capacitat per a dotze passatgers. El Número 11 va ser un bimotor que a més tenia ales. El Número 12 era semblant a un helicòpter. El 1906, va realitzar experiències amb el Número 13 i aquell mateix any va construir el Número 14 que va utilitzar per realitzar els primers intents de vol amb el seu primer avió el 14-bis que inicialment s'enlairava acoblat a aquest dirigible. El 14-bis era un biplà amb configuració canard i propulsat per un motor de 50 cavalls. El pilot estava dret en una cistella de vímet recuperada del dirigible model 14.
El 23 d'octubre de 1906, va fer un vol de 60 metres en el camp de Bagatelle, conquerint la Copa Archdeacon, sent considerada la primera vegada que una aeronau va carretejar i es va enlairar sense cap tipus d'ajuda i utilitzant només les seves pròpies forces.
El 12 de novembre de 1906, es va reunir amb Gabriel Voisin i Louis Bleriot, qui havien construït una aeronau per competir. Santos-Dumont els va donar temps perquè es poguessin enlairar, però no ho van aconseguir. Ell, en el seu primer intent a les deu del matí, tampoc no ho va aconseguir, però en el seu quart intent va realitzar un vol de 220 metres a 5 metres d'alçada establint el primer rècord de distància i guanyant el premi Aéro-Club de France.

### Després del 14-Bis. La sèrie Demoiselle
Després de construir la 14-bis, va construir una altra aeronau Número 15 amb ales de fusta, una 'Número 16' que era barreja de dirigible i avió i la Número 17 i Número 18 que eren lliscadors aquàtics.
Descontent amb els resultats d'aquests últims propotipus, va fer una nova sèrie d'aparells de menor mida i més perfeccionats, anomenats Demoiselles, que anaven del número 19 al 22. El Demoiselle núm. 19 era un monoplaça ultralleuger, de mida petita, propulsat per un motor Clemente de 35 cavalls i que es podia desmuntar per ser remolcat amb un remolcador automòbil. El pilot estava instal·lat sota l'ala, molt a prop del terra i pilotava l'avió amb la mà dreta accionant una palanca i l'esquerra la direcció. El balanceig s'activava amb una jaqueta especial que, amb un moviment de la espatlla podia accionar els alerons mitjançant cables. El comandament del gas quedava sota el peu dret. Les Demoiselles van tenir molt d'èxit, ja que, abans de la Ia Guerra Mundial, es van arribar a vendre prop de dues-centes unitats.
La intenció de Santos-Dumont, sempre va ser la de promoure la pràctica del vol humà, per això, els Demoiselles tindrien un preu molt raonable (uns 7.500 francs de l'època) itambé per aquest motiu no va patentar cap de les seves creacions així va aconseguir incentivar els enginyers i inventors a desenvolupar nous projectes. Voisin va fabricar al costat de Léon Delagrange un biplà que va volar a Bagatelle en els mesos de març i abril de 1907. Bleriot també realitzava petits vols amb els seus models. El 2 de novembre de 1907 Henry Farman va superar el record del 14-bis en volar 771 metres en 52 segons a bord d'un avió construït per Voisin. El setembre, Santos-Dumont, va dur a terme experiències en el riu Sena, amb el Número 18 que era un lliscador aquàtic.
El gener de 1909, Santos-Dumont va obtenir la primera llicència d'aviador, autoritzada per l'Aéro-Club de France i aquell mateix any, es van dur a terme dos grans esdeveniments: la Setmana de Champagne de Reims, que va ser la primera trobada aeronàutica del món, on es van disputar diverses proves amb premis que van sumar els dos-cents mil francs i el Desafiament de travessar el Canal de la Mànega llançat a tots els aviadors.

### Homenatges i retir de Santos-Dumont

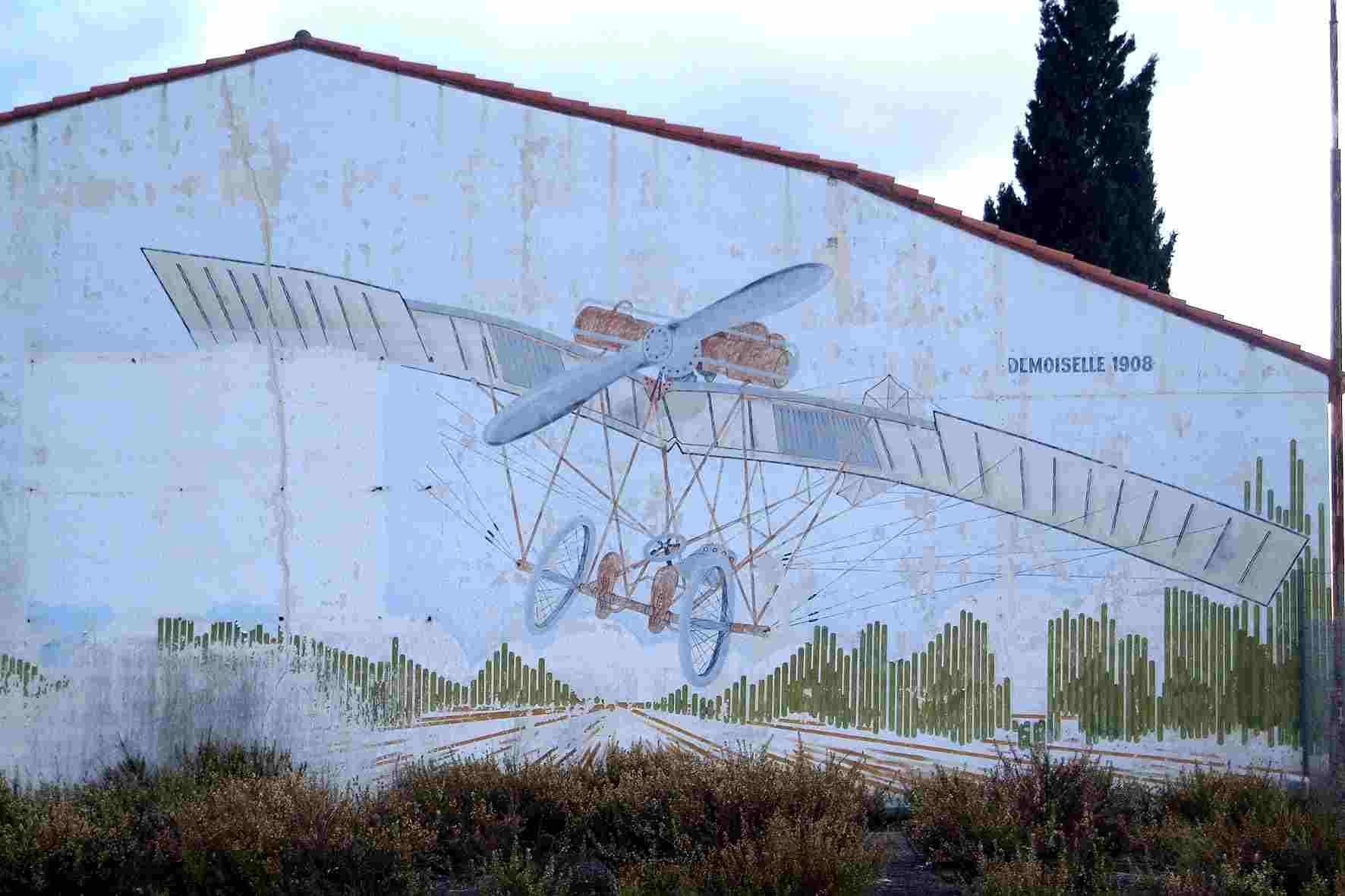
Demoiselle d'Alberto Santos-Dumont en un mural a l'aparcament de l'aeroport de Perpinyà (Catalunya Nord)

El 25 de juliol de 1909, Bleriot va travessar el Canal de la Mànega, convertint-se en un heroi nacional per als francesos. Guillermo II, emperador d'Alemanya, va dir llavors una frase que va aparèixer impresa a diversos diaris: Anglaterra ja no és una illa. Santos-Dumont, en una carta, va felicitar Bleriot, el seu amic, amb les següents paraules: Aquesta transformació de la geografia és una victòria de la navegació aèria sobre la navegació marítima. Un dia, potser, gràcies a vostè, l'avió travessarà l'Atlàntic. Bleriot llavors li va respondre: Jo no en vaig fer més que seguir-lo i imitar-lo. El seu nom és per als aviadors una bandera. Vostè és el nostre líder
El 18 de setembre de 1909, va realitzar el seu últim vol en un dels seus aparells, volant sobre una multitud, sense col·locar les mans en els comandaments de l'aeronau; portava dos mocadors, un a cada mà, que va deixar anar quan va passar sobre la multitud. Santos-Dumont va començar a sofrir d'esclerosi múltiple. Va envellir en aparença i es va sentir cansat per continuar competint amb nous inventors en les diverses proves el que va provocar que acabés les activitats de la seva oficina el 1910 aïllant-se de la vida social parisenca.
En reconeixement de les seves conquestes, l'Aéro-Club de France el va homenatjar amb la construcció de dos monuments: el primer, el 1910, alçat en el camp de Bagatelle, on va realitzar el seu històric vol del 14-bis i el segon, el 1912, en Saint-Cloud, en commemoració del vol del dirigible Número 6 l'any 1901.

## Llegat i reconeixements

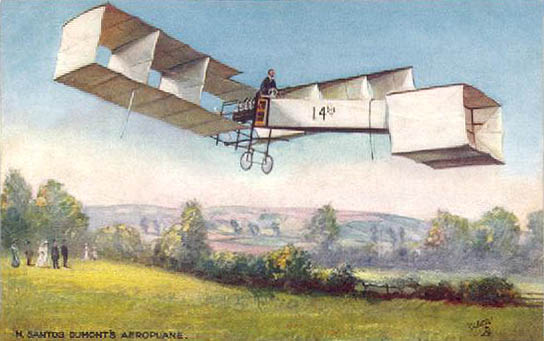
Tarjeta postal francesa que mostra a Santos-Dumont el 14 bis

- El 31 de juliol de 1932 el decret estatal brasiler n° 10.447 va canviar el nom de la ciutat de Palmira, a Mines Gerais, per Santos Dumont (ciutat).
- La llei n° 218 del Brasil, del 4 de juliol de 1936, va establir el 23 d'octubre com el dia de l'aviador, en homenatge al primer vol de la història, realitzat en aquesta data, el 1906.
- El 26 d'octubre de 1936, el primer aeroport de Rio de Janeiro va ser batejat amb el seu nom.
- En l'any de 1956 el Correu Brasiler va llançar una sèrie d'estampilles commemoratives pel cinquanta aniversari del primer vol d'un aparell més pesant que l'aire. El mateix any, el Correu de l'Uruguai va llançar una sèrie d'estampilles commemorant el mateix esdeveniment.
- La llei 3636 del Brasil, del 22 de setembre de 1959, li va concedir el grau honorífic de 'Mariscal de l'Aire' '.
- El 1973 el Correu Brasiler va llançar una sèrie d'estampilles commemoratives pel centenari del natalici de Santos-Dumont. El mateix fet va ser commemorat pels correus de Bolívia i França. També aquest any va ser llançada una producció amb dos LPs sobre el centenari de Santos-Dumont.
- El 1976 la Unió Astronòmica Internacional va retre homenatge a l'inventor brasiler, batejant un dels cràters lunars amb el seu nom. És l'únic brasiler que ha rebut aquesta distinció.
- El 1981 el Correu Brasiler va llançar una sèrie d'estampilles, commemorant els 75 anys del primer vol de Sants Dumont.
- La llei 7243 del Brasil, del 4 de novembre de 1984 li va concedir el títol de Patró de l'Aeronàutica Brasilera.
- El 13 d'octubre de 1997 el llavors president dels Estats Units, Bill Clinton, en visita al Brasil, va llegir un discurs en el palau d'Itamaraty, referint-se a Santos-Dumont com el pare de l'aviació.
- El 1997 el Correu Brasiler va llançar una sèrie d'estampilles commemorant el centenari de la maniobrabilitat dels globus.
- El 26 de juliol de 2006, en virtut de la Llei Federal núm. 11298 d'aquell mateix any, va tenir lloc la cerimònia d'inscripció del pilot en el Llibre dels Herois i Heroïnes de la Pàtria, un memorial cenotàfic situat dintre del Panteó de la Pàtria i de la Llibertat Tancredo Neves de Brasília, creat per honorar la memòria de les persones que millor van servir en la construcció i defensa del país.[3]
- La casa on va néixer Santos Dumont, situada al municipi de Santos-Dumont (Mines Gerais), a 240 km de Belo Horitzonte i 220 km de Rio de Janeiro, va ser transformada en el Museu de Cabangu, dedicat a la seva persona i obra. També existeix un petit museu sobre la seva vida i fets a la ciutat de Petrópolis, on Santos-Dumont tenia una casa.
- El principal aeroport de Rio de Janeiro duu el seu nom.

## Curiositats
- Firmava Santos=Dumont per assenyalar que respectava per igual el seu origen brasiler i francès
- Santos-Dumont pensava que un dia els avions serien com a automòbils aeris i que cada persona aniria en un d'ells a la feina. No va quedar content amb el rumb que va prendre l'aviació comercial, en construir avions més grossos i molt més cars, desviant-se del que ell tenia com a objectiu (avions que costessin el mateix que un automòbil). Va arribar a vendre 40 "Demoiselles", i no es va oposar mai que d'altres copiessin el projecte i venguessin prototips copiats.